# Cafferata
Cafferata es una localidad del departamento General López, provincia de Santa Fe, Argentina. Dista 308 km de la capital de la provincia de Santa Fe; a 15 km de la RN 8, importantísima carretera internacional, que se conecta a través de la RP 15.

## Santa patrona
- Santa Rosa de Lima, festividad: 30 de agosto

En este día, anualmente se celebra una caminata en la cual los fieles acompañan a una imagen de Santa Rosa de Lima en su camino desde la EESOPI Juan XXIII hasta la Parroquia local, siendo las autoridades locales e institucionales, así como los portadores de las banderas nacionales, provinciales y locales  de ambas instituciones educativas los que encabezan la caminata

## Toponimia
El nombre de Cafferata es en honor del político Juan Manuel Cafferata, exgobernador de la provincia.

## Historia

### Primeros pobladores conocidos
- A la llegada de los españoles en el siglo XVI los territorios en donde se encuentra Cafferata eran recorridos por la etnia cazadora recolectora de los het, principalmente el grupo taluhet o querandí, estos eran los "pampas antiguos".
- Siglo XVIII, época del Virreinato del Río de la Plata estos territorios correspondieron a la difusa frontera entre criollos gauchos e indígenas pampas mapuchizados tras la invasión mapuche desde el oeste de los Andes ocurrida a fines del siglo XVII, ya a caballo contaban con ganado cimarrón para el sustento. Su guerra contra los europeos y criollos gauchos, era la guerra del malón, diezmando las poblaciones, el ganado, etc.
- 1776 para afrontar a los indígenas, se levantaron los Fortines de Melincué, India Muerta, Pavón y Esquina, quedando esta zona fuera de las líneas defensivas.
- 1852 esta zona queda dentro de la línea de frontera Río Cuarto - La Carlota - Laguna de Hinojo (Venado Tuerto) - Melincué - Fortín Chañar (Teodelina).
- Fundación de Cafferata el 15 de marzo de 1889.

### Inmigración
Desde fines de siglo XIX, la localidad fue un importante destino para inmigrantes europeos, principalmente italianos, seguidos por irlandeses, alemanes, franceses y españoles, entre otros. Asimismo, Cafferata cuenta con una notable colectividad árabe.

## Fundación de la Comuna
Juan Gödeken había llegado a Argentina desde su Alemania natal allá por 1880. Primero se dedicó al negocio de la lana, pero más tarde decidió intentar un negocio que presentaba mejor perspectiva: el fraccionamiento de terrenos vírgenes para su venta a los colonos. Gödeken no solía explotar por su cuenta los campos ni vivía demasiado tiempo en esas tierras, lo cual hizo que encontrara en ese comercio una importante fuente de ingresos.
El 28 de octubre de 1884 se sanciona la Ley de Tierras Públicas que flexibilizó el régimen para que un particular pudiese adquirir tierras fiscales. Lo que esta ley exigía era la presentación de planos a su aprobación por el gobierno, si se decidiera fundar una colonia.
El 25 de noviembre de 1887 se sanciona la Ley de Excepción de Impuestos que abrió aún más el camino. A partir de ese momento, Juan Gödeken fundó la mayor parte de sus colonias (lo mismo que hicieron muchos otros colonizadores). La norma obligaba además a destinar a cada centro poblado predios para parroquia, escuela, juzgado de paz, hospitales y plazas públicas, además de calles de 20 m de ancho.
- 31 de agosto de 1889

## Parajes
- Colonia El Cantor
- Colonia La Indiana

## Entidades Deportivas

### Club Atlético Juventud Unida
Esta Institución fue fundada el 17 de octubre de 1950.
La comisión Directiva fundadora estuvo integrada por: presidente, Rady Viskovic, veicepresidente: Aurelio Spinnollo, tesorero: Ernesto Farias, protesorero: Juan Crespo, secretario: Modesto Fernández, prosecretario: Oscar Alfonso.
En el año 1952, se afilió a la Liga Interprovincial Ramón Pereyra. El primer "clásico" del pueblo se jugó el 6 de julio de 1952 en el estadio de Cafferatense con el resultado 2 a 2.
En el año 1965, se inaugura la sede del club. Luego en el año 1980, el 20 de octubre inaugura la iluminación de su campo de fútbol, jugándose en la oportunidad un partido con la 3ª división del club atlético Newell's Old Boys de la ciudad de Rosario, con el resultado 2 a 2.
La comisión integrada en el aniversario de Cafferata (100 años): Presidente: Antonio R. Icutza, Vicepresidente: Rogelio Pierella.

### Club Social y Deportivo Mutual Cafferatense
El 7 de noviembre de 1946, se reúnen en asamblea los socios del Club Atlético Cafferatense y el Bochin Club "25 de Mayo" y resuelven unificarse en una sola institución y levantar el edificio propio destinado a la sede social. Los asambleístas por unanimidad aceptan la fusión de ambas sociedades y deciden que el club se llamará en adelante, Cub Social y Deportivo cafferatense. Hoy tiene agregado el Mutual.
Su primera Comisión fue integrada por: presidente: Juan B. Pron, vicepresidente Dr Manuel Monzón.
Un año después, en 1947, inauguró su edificio destinado a sede social y en el año 1951 se afilió a la Liga Interprovincial Ramón Pereyra.
Con el apoyo de la comuna, el 26 de diciembre de 1985 se escrituró un terreno destinado a los deportes (polideportivo).
La comisión directiva : Presidente: Eduardo Priotti
Hoy en esta entidad se realizan los Siguientes deportes:Futbol, Tenis, Baby Futbol Comercial, Patín artístico, Bochas, Próximamente Jokey, contando con pileta reglamentaria para clases de natación y temporada de verano.

## Deportes
- Bochas: actualmente, solo Juventud Unida activamente práctica este deporte

En el club Juventud Unida, Cristian Dinelo es el jugador de primera. Se han realizado varios torneos comerciales en los dos clubes.
- Tenis: se desarrolla en el polideportivo del Club Cafferatense. Profesor: Favio, de Venado tuerto.
- Fútbol: solo Cafferatense desarrolla este deporte, en las categorías primera-reserva-quinta-séptima-octava-novena.Profesor: Franco Farías

En el año 2006, la primera división de Cafferatense perdió la final. A su vez, la séptima división se consagró campeón del apertura, al ganarle por 2 tantos contra cero a Independiente, al mando Natalio Tricevich. Los números fueron:
GANADOS: 13 -- EMPATADOS: 4 -- PERDIDOS: 0.
Goles: 51 A FAVOR -- 6 EN CONTRA
Goleador del equipo y del campeonato: Williams Nieto: 23 goles
En el año 2010, la primera división del Club Cafferatense jugó la final del torneo Clausura 2010 contra el Club Chañarense(Chañar Ladeado). En el partido de vuelta, se debió suspender hasta otra fecha debido a que el árbitro del partido, Federico Beligoy, denunció un intento de soborno por parte del Comisario del pueblo. Sin embargo, el partido se disputó más tarde, quedando eliminado Cafferatense. Mientras tanto, en las inferiores, la 6.ª división fue campeón en los dos torneos que se disputaron y la 5.ª división fue subcampeón en los dos torneos también.
- Patín: a cargo del club Cafferatense.
- Vóley: a cargo del club Cafferatense.
- Taekwondo: A cargo de la comuna.

## Escuelas de Educación Común y Adultos
- Escuela Domingo Faustino Sarmiento, 196 matr.

Actuales directivos : Silvina Montenegro (Directora) y Roxana olsina (Vicedirectora)
- EESOPI Juan XXIII

Actuales directivos : Mónica Marquez (Directora) y Edith Nonino (Secretaria)

## Biblioteca Popular
- Biblioteca Juan Bautista Alberdi

Bibliotecario a cargo: Betina Nardi

## Radio y Televisión
- Cable Visión Cafferata cuenta con el programa de Tv llamado "Funebreritos", el cual se enfoca en el Fútbol y Eventos. Su programación está formada por Partidos de fútbol de diversas Divisiones del Club Social Deportivo Mutual Cafferatense, y también eventos, actos, conciertos, shows, y sociales.

- Radio "Fm Cafferata", en la sintonización 91.7 se pueden encontrar diversos programas radiales como por ejemplo "La mañana de la radio", "Tardes doradas", "Noches Tropicales", entre otros.

## Personajes
- Leandro Desábato: Exjugador de Estudiantes de La Plata, subcampeón de la Copa Mundial de Clubes de la FIFA 2009 y campeón de la Copa Libertadores 2009.
- Gustavo Daniel Quinteros: Actualmente es el director técnico del Club Atlético Vélez Sarsfield. Dirigió a Colo Colo de Chile, C.S. Emelec de Ecuador y la Selección de Bolivia,[3] jugó en el mundial de 1994 con la selección boliviana.
- Leonardo Cárol Madelón: Fue jugador de fútbol y director técnico de muchos equipos de fútbol de primera división, entre ellos Gimnasia de La Plata, Rosario Central, Olimpo de Bahía Blanca, San Lorenzo de Almagro, Unión de Santa Fe y actualmente Platense.
- Walter Santana: Chef Ejecutivo del primer casino de la provincia de Santa Fe
- Jorge Priotti: Exfutbolista en Newell's Old Boys de Rosario. Desde 2015 integra el cuerpo técnico de Lucas Bernardi, siendo uno de sus ayudantes de campo.
- Diego Alberto Olsina: Exfutbolista. Jugó en México.
- Benjamín Santos: Jugó en Rosario Central y en la Selección Nacional Argentina.

.

## Parroquias de la Iglesia católica en Cafferata
| Diócesis  | Venado Tuerto      |
| --------- | ------------------ |
| Parroquia | Santa Rosa de Lima |

- Actual párroco : Ivan Alemán Briceño

### Ubicación geográfica y datos del tiempo
- Coord. geográficas e imágenes satelitales
- Coordenadas geográficas tutiempo

- Datos: Q5017170